# Baraçal (Celorico da Beira)
Baraçal ist eine Gemeinde (Freguesia) im portugiesischen Kreis Celorico da Beira. In ihr leben 194 Einwohner (Stand 19. April 2021).